# Football Club Chiasso
Football Club Chiasso foi um clube de futebol suíço de Chiasso. A equipe competia na Swiss Challenge League.

## História
O clube foi fundado em 1905. 
Em fevereiro de 2023 o clube decarou falência.
Apesar de ser suíço, o clube já jogou o Campeonato Italiano, entre 1914 e 1923.
Os anos mais gloriosos do clube ocorreram entre 1948 e 1960, quando foi promovido à Primeira Divisão Suíça. Na temporada 1950/51, foi vice-campeão do torneio e no ano seguinte chegou em terceiro.